# STARTING OVER (高橋優のアルバム)
『STARTING OVER』（スターティング・オーバー）は、日本のシンガーソングライター、高橋優のメジャー6枚目のフルアルバム。2018年10月24日、ワーナーミュージックジャパンからリリースされた。

## 概要
前作『来し方行く末』から約2年ぶりとなるフルアルバム。
高橋優のメジャーデビュー後、6枚目のリリースとなるフルアルバム。2017年からリリースした全シングル6曲（「ロードムービー」、「虹」、「シンプル」、「ルポルタージュ」、「プライド」、「ありがとう」）に新曲10曲を加えた全16曲を収録。
ジャケット写真は高橋と親交の深い、リリー・フランキーが撮影した
。

### リリース
通常盤、期間生産限定盤、数量生産限定盤の3形態でリリースされる。
期間生産限定盤には、昨年12月から今年3月まで開催された『全国LIVE TOUR 2017-2018「ROAD MOVIE」』の3月30日（金）パシフィコ横浜公演の模様を全22曲収録したDVDが付属されている。数量生産限定盤はLPサイズBOXとLPサイズフォトブックが付いており、LPサイズフォトブックは“TOKYO 10Years”と称し、
上京してから10年という節目を記念して”高橋 優”と”東京”という街にフォーカスを当てた作品となっている。

## 収録曲
全作詞・作曲：高橋優

### CD
1. 美しい鳥 [5:10]
2. ストローマン [4:26]
3. シンプル [5:18] 
  - 17thシングル。花王 ビオレ「スキンケア洗顔料」「うるおいジェリー」CMソング
4. 虹 [5:56] 
  - 17thシングル。2017朝日放送・テレビ朝日系・BS朝日夏の高校野球応援ソング /朝日放送・テレビ朝日系「熱闘甲子園」テーマソング
5. 若気の至り [6:05] 
  - 映画『まく子』主題歌
6. いいひと [3:17]
7. aquarium [4:41] 
  - 東海テレビ・フジテレビ系ドラマ『結婚相手は抽選で』主題歌
8. ありがとう [5:33] 
  - 20thシングル。映画『パパはわるものチャンピオン』主題歌
9. Harazie!! [2:34]
10. ルポルタージュ [4:16]
  - 18thシングル。テレビ朝日系ドラマ『オトナ高校』主題歌
11. キャッチボール [4:42]
12. ロードムービー [5:24] 
  - 16thシングル。映画『クレヨンしんちゃん 襲来!!宇宙人シリリ』エンディングテーマ
13. leftovers [2:13]
14. 非凡の花束 [5:26]
15. STARTING OVER [4:32]
16. プライド [5:16]
  - 19thシングル。NHK Eテレアニメ『メジャーセカンド』エンディングテーマ

### DVD（期間生産限定盤のみ）
「LIVE TOUR 2017-2018「ROAD MOVIE」 パシフィコ横浜 2018.3.30」
1. 終焉のディープキス
2. 象
3. 現実という名の怪物と戦う者たち
4. シンプル
5. BE RIGHT
6. 白米の味
7. 羅針盤
8. life song
9. 花のように
10. 同じ空の下
11. BLUE
12. シーユーアゲイン
13. ロードムービー
14. ルポルタージュ
15. 太陽と花
16. Mr. Complex Man
17. 明日はきっといい日になる
18. 泣く子はいねが
19. 虹
20. パイオニア
21. こどものうた
22. リーマンズロック